# Seichō-ji

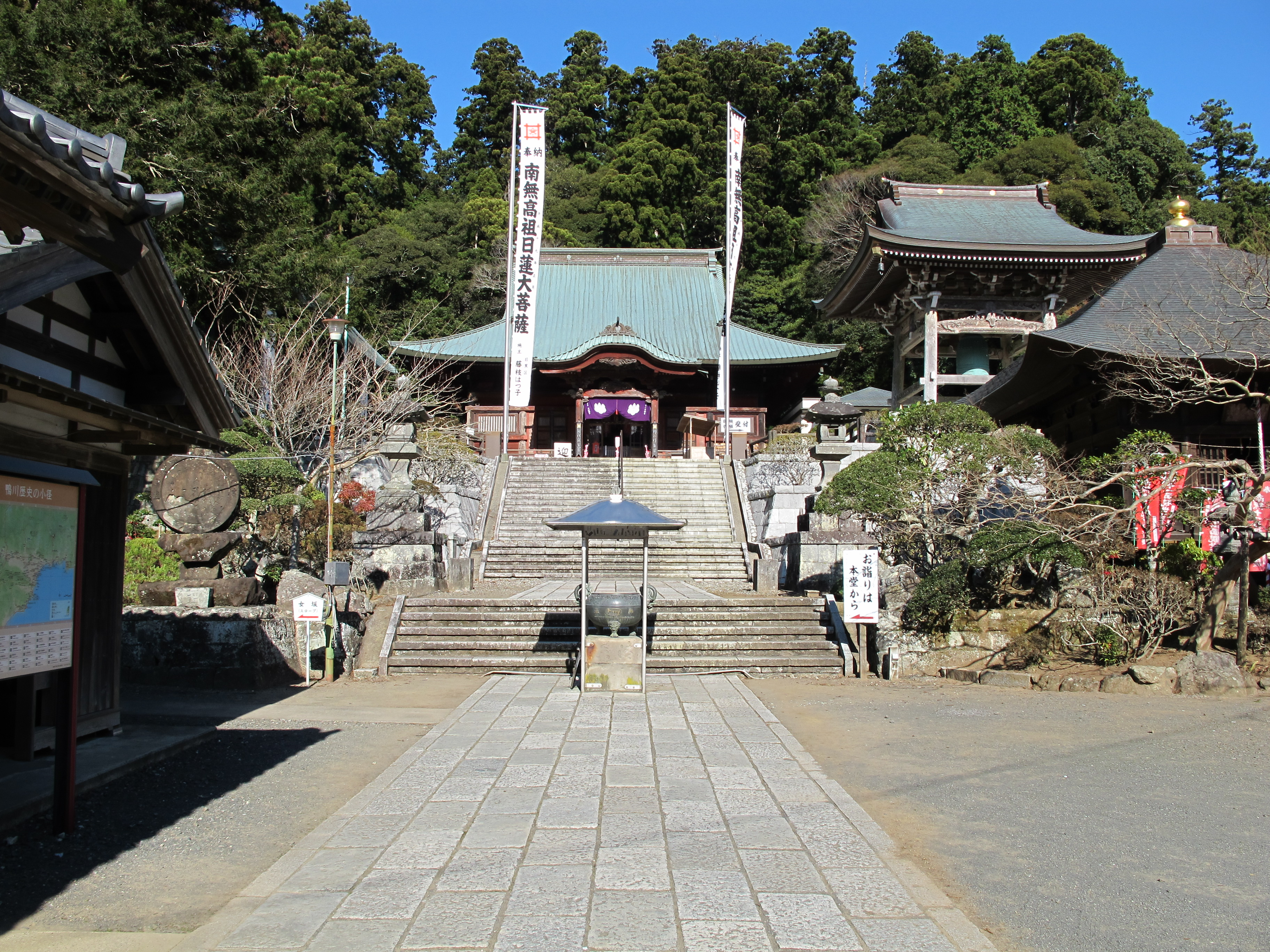
Die große Halle des Seichō-ji

Der Seichō-ji (japanisch 清澄寺, auch in der Kun-Lesung Kiyosumi-dera genannt) ist ein buddhistischer Tempel. Er befindet sich im Ortsteil Kiyosumi von Kamogawa, unweit des Geburtsorts Nichirens (1222–1282), in der Präfektur Chiba.
Seine Ursprünge reichen zurück in das Jahr 771. Er diente lange Zeit als der größte Tempel des Tendai-Buddhismus auf der Halbinsel Bōsō. Während der Edo-Zeit (1603 bis 1868) wurde er zu einem Tempel des Shingon-Buddhismus.
Im Jahr 1233, im Alter von 12 Jahren begann Nichiren hier sein buddhistisches Studium und wurde im Jahr 1239 zum Priester geweiht. Nichiren vertiefte im weiteren Verlauf, auch an weiteren Tempeln, seine buddhistischen Studien. Dennoch gilt der Seichō-ji auch als Geburtsort des Nichiren-Buddhismus, da er hier im Jahre 1253 seine Lehre erstmals öffentlich verkündet haben soll.
Aufgrund seiner herausragenden Rolle in der Geschichte der Nichiren-Buddhismus wurde der Tempel am 16. Februar 1949, anlässlich des Jahrestages der Geburt Nichirens, zu einem Tempel der Nichiren-shū umgeweiht.